# Prosta (Masyw Śnieżnika)
Prosta (niem. Richt-Berg) - wzniesienie 572 m n.p.m. w południowo-zachodniej Polsce w Sudetach Wschodnich, w Masywie Śnieżnika - Krowiarkach.

## Położenie i charakterystyka
Wzniesienie położone w Sudetach Wschodnich, w północno-zachodniej części Masywu Śnieżnika, w północno-zachodnim grzbiecie odchodzącym od Śnieżnika, w północnej części Krowiarek, około 1,3 km, na południe od miejscowości Trzebieszowice. Położone jest w bocznym grzbiecie Krowiarek odchodzącym na północny wschód od Różanki, poprzez Kolebę, od której odchodzi kilka krótkich odnóg ku północnemu zachodowi, północy, północnemu wschodowi i wschodowi, pooddzielanych niewielkimi dolinkami. W północno-zachodnim wznosi się Prosta. Na północ od Prostej położona jest stacja kolejowa w Trzebieszowicach.

## Budowa geologiczna
Wzniesienie zbudowane ze skał metamorficznych, głównie łupków łyszczykowych, niżej gnejsów należących do metamorfiku Lądka i Śnieżnika.

## Roślinność
Wzniesienie w większości porastają lasy świerkowe i mieszane, niżej rozpościerają się pola i łąki.